# Una cuerda al amanecer
Una cuerda al amanecer ist der Titel eines 1971 in spanisch-italienischer Koproduktion entstandenen Italowesterns, der im deutschen Sprachraum nicht aufgeführt wurde.

## Inhalt
In der Gegend von San Luis ist der Großgrundbesitzer Barrett immer noch nicht mit seinem Besitz zufrieden; so terrorisiert er die kleinen Farmer seiner Gegend, die er durch seinen Schergen Sam Caulder bedrängen oder gar ermorden lässt, um so billig an ihr Land zu kommen. Der um Hilfe gebetene Sheriff fordert Unterstützung an. Während Ted Mulligan zu seinem Posten unterwegs ist, vollbringt sich Barrett die nächste Gaunerei: Jonathan Morris wird um sein Eigentum gebracht, auf dem Bodenschätze gefunden wurden.
Mulligan beginnt mit den Untersuchungen dieses Vorfalls und findet Morris erschossen auf. Er tötet einen von Barretts Männern und wird vom alten Goldsucher Sebastian versteckt und versorgt. Der spricht gerne dem Alkohol zu und bricht in den Saloon ein, um ein Fässchen zu leeren. Als er von Barretts Leuten erwischt wird, töten diese seinen geliebten Esel. Sebastian tut nun alles, um sich zu rächen.
Barrett, der mittlerweile als Mörder wiedererkannt wurde, muss sich gleichzeitig mit dem Vater eines Mädchens, das er gerade verführte, und mit Sebastian auseinandersetzen; er kann jedoch beide unschädlich machen. Auch Caulder, der sich betrogen fühlt, greift ihn an, wieder siegt Barrett. Nun greift Mulligan ein und bringt seinen Auftrag zu einem erfolgreichen Ende: Er kann Barrett töten.

## Bemerkungen
Der italienische Titel des Films lautet Sei una carogna… e t'ammazzo!.